# Maria Isabel de Bragança
Maria Isabel de Bragança   (Palau de Queluz, 19 de maig de 1797 - Palau d'Aranjuez, 26 de desembre de 1818) va ser una infanta de Portugal esdevinguda reina consort d'Espanya entre 1816 i 1818 pel seu matrimoni amb el seu oncle, el rei Ferran VII d'Espanya. Malgrat la brevetat del seu regnat, la reina és especialment recordada per promoure la idea de crear el Reial Museu de Pintures, embrió de l'actual Museu del Prado.

## Infantesa
Maria Isabel Francesca de Bragança va néixer el 19 de maig de 1797 al Palau de Queluz, una localitat pròxima a Lisboa. Era fill del futur rei Joan VI de Portugal i de la seva esposa, la infanta espanyola Carlota Joaquima de Borbó, que llavors eren prínceps del Brasil. La recent nascuda era neta de Maria I i Pere III de Portugal, per via paterna, i de Carles IV d'Espanya i de Maria Lluïsa de Borbó-Parma, per la materna.
El natalici va ser un esdeveniment molt celebrat tant a la cort portuguesa com l'espanyola, que va decretar alguns festeigs. La seva infantesa, tanmateix, es va veure marcada pels problemes derivats de la invasió francesa de Portugal ordenada per Napoleó Bonaparte. El 1807 va traslladar-se al Brasil amb els seus pares, juntament amb la resta de la família reial portuguesa, que fugia dels francesos. Va rebre una educació amb professorat afí a la Companyia de Jesús i va rebre una excel·lent formació artística.

## Reina d'Espanya
Amb l'objectiu de reforçar d'estrènyer la relació entre Espanya i Portugal, es va casar amb el rei Ferran VII d'Espanya el dia 4 de setembre de 1816 per poders a la ciutat de Cadis, la unió fou ratificada el dia 29 de setembre de 1816 a Madrid. Juntament amb la unió de Ferran i Maria Isabel es va acordar el casament de l'infant Carles de Borbó i la infanta Maria Francesca de Portugal.
Tradicionalment s'ha dit que el matrimoni entre Ferran i Isabel no va ser feliç, tanmateix, el monarca va voler donar tota mena d'honors a la seva esposa, donant-li un gran pes a nivell propagandístic. De fet, la reina va ser el cap visible de la Junta de Dames de la Reial Societat Econòmica Madridenca d'Amics del País i de l'Orde de Dames Nobles de la Reina Maria Lluïsa, en substitució de la seva sogra, la reina Maria Lluïsa.
La reina Maria Isabel va destacar per la seva cultura i la gran afició per les arts. Tradicionalment se li ha atribuït la voluntat de creació del Reial Museu de Pintures, origen del Museu del Prado. La seva idea era reunir totes les obres d'art que havien reunit els monarques espanyols en un únic espai que estigués obert al públic. No va veure acabat el projecte abans de la seva mort, el museu va obrir les portes el 19 de novembre de 1819.

## Mort
La reina va morir el 26 de desembre de 1818 al Palau d'Aranjuez, arran del part de la seva segona filla, que també va morir en el moment del naixement. L'informe mèdic va ser exigu, atès que només s'hi esmenta la mort de la reina i una cesària inútil, tot i que de manera oficiosa es deia que els metges van donar per morta la reina quan, de fet, hauria patit un desmai. La causa de la mort, per tant, podria haver estat una cesària brutal.
Maria Isabel va ser enterrada al Panteó dels Prínceps del Monestir d'El Escorial.

## Descendència
Del matrimoni entre Isabel i Ferran VII van néixer:
- Maria Lluïsa, nascuda el 21 de setembre de 1817 a Madrid i morta a la mateixa localitat el 9 de gener de 1818.[11]
- Una nena morta en néixer el 26 de desembre de 1818.[10] Carlos Robles li atribueix amb dubtes el nom de Maria Lluïsa.[3]